# Escudo de Udmurtia

Escudo de armas de la República de Udmurtia.

El escudo de armas de Udmurtia es uno de los símbolos oficiales del Estado de Udmurtia. 
El blasón consiste en un escudo redondo de gules y sable, en la que hay un cisne blanco con las alas extendidas. En el emblema, el negro representa la estabilidad y la tierra, el rojo la vida y el sol y el blanco la pureza moral y el espacio.
El cisne blanco es un símbolo de renacimiento, la sabiduría y la perfección. Se basa en la mitología del pueblo de Udmurtia y otras naciones de Udmurtia. Los signos solares están destinados a proteger al hombre de la desgracia.
El diseñador del emblema nacional de la República de Udmurtia es Y. Lobánov
- Datos: Q2622402